# Eragrostis phyllacantha
Eragrostis phyllacantha är en gräsart som beskrevs av Thomas Arthur Cope. Eragrostis phyllacantha ingår i släktet kärleksgrässläktet, och familjen gräs. Inga underarter finns listade i Catalogue of Life.